# Barry Wijers
Barry Wijers (Rotterdam, 13 juni 1982) is een Nederlands tafeltennis-(oud) international. Hij speelt sinds het najaar van 2015 bij DTK. Daar voor speelde hij jaren voor AA-Drink/FVT, waarvoor hij op zijn veertiende debuteerde in de Nederlandse eredivisie. Wijers werd in 2012 Nederlands kampioen enkelspel en won daarnaast meerdere dubbel titels. 
Wijers begon op zijn zesde met tafeltennis bij FVT. Hij maakte vervolgens deel uit van alle jeugdselecties van de NTTB. Met FVT werd hij algeheel landskampioen in 1996, 1997, 1998, 2001 en 2002, waarna hij voor TTS Borsum in de Duitse competitie ging spelen. Drie jaar later keerde Wijers terug bij FVT, waarna hij wederom 2x landskampioen werd. In 2015 vertrok Wijers naar DTK. 
In 2018 won Wijers met zijn team DTK de beker en werden ze landskampioen.
In 2012 wist hij de Nederlandse titel te veroveren in het heren-enkelspel.
Wijers is afgestudeerd als docent bedrijfseconomie voor de middelbare school en werd daarna docent economie/handel en administratie in Lekkerkerk en Rotterdam. Hij is getrouwd met Daniëlle en heeft 2 kinderen. Vanaf 2009 was hij vier jaar werkzaam als trainer bij FvT.  Daarna is hij 4 jaar werkzaam geweest bij LMC Slinge en vanaf 2017 is hij werkzaam bij het college Vos in Vlaardingen.

## Erelijst
- Nederlands kampioen enkelspel 2012
- Nederlands kampioen dubbelspel 2005, 2006, 2007 en 2008 (allen met Danny Heister), 2010 en 2011 (met Nathan van der Lee), 2014 en 2016 (met Martin Khatchanov)
- Nederlands kampioen gemengd dubbel 2005 en 2012 (met Carla Nouwen)
- Algeheel landskampioen 1998, 2001, 2002, 2003, 2004, 2008 en 2009 met FVT, 2018 met DTK.
- Nationale beker 2008, 2009, 2011, 2014 en 2015 met FVT. 2018 met DTK.
- Kampioen 2. Bundesliga 2005/2006 met TTS Borsum.
- Deelname WK 2004, 2006, 2007 en 2011
- Deelname EK 2003, 2005 en 2007
- Hoogste positie ITTF-wereldranglijst: 208e (februari 2007)

## Resultaten uit het ETTU-archief
| Toernooi               | Jaar | Plaats     | Land | Enkel        | Dubbel                         | Mixed                           | Team |
| ---------------------- | ---- | ---------- | ---- | ------------ | ------------------------------ | ------------------------------- | ---- |
| Europees kampioenschap | 2007 | Belgrado   | SRB  | laatste 128  | laatste 64 met Merijn de Bruin | laatste 128 met Carla Nouwen    | 10   |
| Europees kampioenschap | 2005 | Aarhus     | DEN  | kwalificatie | laatste 32 met Danny Heister   | laatste 64 met Sigrid van Ulsen | 24   |
| Europees kampioenschap | 2003 | Courmayeur | ITA  | laatste 128  | laatste 64 met Daan Sliepen    | laatste 128 met Carla Nouwen    | 8    |